# 坂上村 (岐阜県)
坂上村（さかかみむら）は、岐阜県吉城郡にあった村である。
1956年に合併で宮川村の一部となり、現在は飛騨市の一部である。
旧・宮川村の南部（宮川上流側）、宮川村の中心地に該当する。

## 歴史
- 江戸時代末期、この地域は飛騨国吉城郡であり、天領であった。
- 1871年（明治4年） - 廃藩置県により、飛騨国一円は筑摩県となる。
- 1875年（明治8年） - 大無雁村、小谷村、落合村、岸奥村、野首村、林村、牧戸村、丸山村、巣之内村、種蔵村、菅沼村、森安村、西忍村、高牧村、三川原村が合併して発足。
- 1876年（明治9年）8月20日 - 筑摩県が分割され、旧・飛騨国一円は岐阜県と合併する。
- 1889年（明治22年）7月1日 - 町村制により坂上村が村制施行。
- 1953年（昭和28年）2月11日 - 関西電力打保発電所の作業所付近で雪崩が発生。死者4人、重軽傷者6人[1]。
- 1956年（昭和31年）9月30日 - 坂下村と合併し宮川村が発足。同日坂上村廃止。

## 教育

### 小学校
- 坂上村立坂上小学校
- 坂上村立大無雁小学校
- 坂上村立種蔵小学校

### 中学校
- 坂上村立坂上中学校
- 坂上村立大無雁中学校
- 坂上村立種蔵中学校

## 交通機関
- 国鉄高山本線
  - 坂上駅

## 観光
- ニコイ高原
- ニコイ大滝
- 打保ダム